# Герн (Техас)
Герн (англ. Hearne) — місто (англ. city) в США, в окрузі Робертсон штату Техас. Населення — 4544 особи (2020).

## Географія
Герн розташований за координатами 30°52′37″ пн. ш. 96°35′43″ зх. д. / 30.87694° пн. ш. 96.59528° зх. д. (30.877062, -96.595217).  За даними Бюро перепису населення США в 2010 році місто мало площу 10,68 км², з яких 10,67 км² — суходіл та 0,01 км² — водойми.

## Демографія
Згідно з переписом 2010 року, у місті мешкало 4459 осіб у 1611 домогосподарстві у складі 1114 родин. Густота населення становила 418 осіб/км².  Було 1876 помешкань (176/км²).
Расовий склад населення:
| - 44,1 % — чорних або афроамериканців - 36,7 % — білих - 0,6 % — корінних американців - 0,2 % — азіатів - 15,4 % — осіб інших рас |

До двох чи більше рас належало 2,9 %. Частка іспаномовних становила 35,4 % від усіх жителів.
За віковим діапазоном населення розподілялося таким чином: 30,8 % — особи молодші 18 років, 57,9 % — особи у віці 18—64 років, 11,3 % — особи у віці 65 років та старші. Медіана віку мешканця становила 31,3 року. На 100 осіб жіночої статі у місті припадало 88,9 чоловіків;  на 100 жінок у віці від 18 років та старших — 85,5 чоловіків також старших 18 років.
Середній дохід на одне домашнє господарство  становив 44 010 доларів США (медіана — 37 218), а середній дохід на одну сім'ю — 48 506 доларів (медіана — 47 500). Медіана доходів становила 40 446 доларів для чоловіків та 24 063 долари для жінок. За межею бідності перебувало 19,6 % осіб, у тому числі 26,0 % дітей у віці до 18 років та 22,3 % осіб у віці 65 років та старших.
Цивільне працевлаштоване населення становило 1720 осіб. Основні галузі зайнятості: освіта, охорона здоров'я та соціальна допомога — 26,5 %, виробництво — 12,3 %, будівництво — 10,9 %, роздрібна торгівля — 10,6 %.